# Retrat del príncep Baltasar Carles caçador
El Retrat de Príncep Baltasar Carles caçador va ser pintat per Velázquez el 1635 i es conserva al Museu del Prado a Madrid.

## El tema de la caça
El rei Felip IV va encarregar a Velázquez una sèrie de quadres amb el tema de la caça, destinats tots ells a guarnir el pavelló que per a aquesta activitat havien construït bosc del Pardo, a la vora de Madrid, anomenat la Torre de la Parada. Aquest pavelló es va convertir més tard en un valuós museu de pintures on va anar a parar la llarga sèrie de les Metamorfosis d'Ovidi, pintada per Rubens. Aquest pavelló estava reservat en exclusiva per a la cort, ningú més tenia accés. Allà es va recopilar el conjunt més important sobre temes de mitologia i gran varietat de nus.
Velázquez va pintar per a aquest lloc tres quadres amb el tema de la caça: Retrat del cardenal Infant Ferran com a caçador, Retrat de Felip IV caçador i Retrat del príncep Baltasar Carles caçador. Les tres obres tenen alguna cosa en comú: format estret, figura presentada de tres quarts, escopeta de caça a la mà i vestit de caça als protagonistes.

## Descripció del quadre
El príncep va vestit amb roba adequada a aquest esport. Tabard fosc, calçons amples, gipó gris, coll d'encaix, botes altes, gorra [que mira a un sol costat inclinada i a la mà dreta, escopeta d'una mida pròpia per a un nen.
Al quadre hi ha dos gossos; el gos no falta mai en una escena de caça. Un d'ells és gran, tant que el pintor va decidir de representar-ho estirat perquè no molestés la figura menuda del príncep; té llargues orelles i el seu cap reposa a terra. L'altre és un gosset que se'n surt de l'enquadrament, un llebrer ocre amb ulls vius, el cap del qual arriba a l'alçada de la mà del nen.
El paisatge està representat per la presència d'un roure que acompanya la figura. Es pot copsar el bosc del Pardo i al fons la serra blavosa de Madrid, a la llunyania. El cel és gris, com si fos una tarda de tardor, i està carregat de núvols.
Els crítics coincideixen a assegurar que el cap del príncep és un exemple de destresa del pintor.